# Итабераба (микрорегион)

Итабераба на карте.

Итабераба (порт. Microrregião de Itaberaba) — микрорегион в Бразилии, входит в штат Баия. Составная часть мезорегиона Северо-центральная часть штата Баия. Население составляет 249 359 человек (на 2010 год). Площадь — 16 532,538 км². Плотность населения — 15,08 чел./км².

## Демография
Согласно сведениям, собранным в ходе переписи 2010 г. Национальным институтом географии и статистики (IBGE), население микрорегиона составляет:						
| Полное население                             | Полное население                             | Полное население                             | Полное население                             | 249 359 |
| -------------------------------------------- | -------------------------------------------- | -------------------------------------------- | -------------------------------------------- | ------- |
| в том числе:                                 | Городское население                          | 160 198                                      | Процент городского населения, %              | 64,24   |
|                                              | Сельское население                           | 89 161                                       | Процент сельского населения, %               | 35,76   |
|                                              | Мужское население                            | 123 550                                      | Процент мужского населения, %                | 49,55   |
|                                              | Женское население                            | 125 809                                      | Процент женского населения, %                | 50,45   |
| Плотность населения, чел/км²                 | Плотность населения, чел/км²                 | Плотность населения, чел/км²                 | Плотность населения, чел/км²                 | 15,08   |
| Население микрорегиона в % к населению штата | Население микрорегиона в % к населению штата | Население микрорегиона в % к населению штата | Население микрорегиона в % к населению штата | 1,78    |

## Статистика
- Валовой внутренний продукт на 2003 год составляет 531 240 938,00 реалов (данные: Бразильский институт географии и статистики).
- Валовой внутренний продукт на душу населения на 2003 год составляет 2140,57 реалов (данные: Бразильский институт географии и статистики).
- Индекс развития человеческого потенциала на 2000 год составляет 0,621 (данные: Программа развития ООН).

## Состав микрорегиона
В составе микрорегиона включены следующие муниципалитеты:
1. Байша-Гранди
2. Боа-Виста-ду-Тупин
3. Иасу
4. Ибикера
5. Итабераба
6. Лажединью
7. Макажуба
8. Майри
9. Мунду-Нову
10. Руй-Барбоза
11. Тапирамута
12. Варзеа-да-Роса